# 리마노바
리마노바(폴란드어: Limanowa, 독일어: Ilmenau 일메나우 [*], 이디시어: לימינוב Liminuv)는 폴란드 남부 마워폴스카주 리마노바군에 위치한 도시로, 면적은 18,7km2, 높이는 400-700m, 인구는 15 012명(2019년 기준), 인구 밀도는 810,8명/km2이다.

## 자매 도시
리마노바의 자매 도시다.
- 폴란드 크워츠코
- 폴란드 므롱고보
- 슬로바키아 돌니쿠빈
- 독일 바틀린겐
- 헝가리 너지칼로
- 우크라이나 트루스카베츠
- 미국 나일스